# Carl Troselius
Carl Wilhelm Troselius (Trozelius), född 18 oktober 1798, död 5 maj 1842, var en svensk guldsmed och medaljkonstnär.
Han var son till J Troselius och gift med Maria Silfverling. Troselius skrivs in som lärling hos stilgjutaren vid riksbanken Mikael Brieskorn 1815 och efter lärotiden studerade han från 1820 vid Kungliga Akademien för de fria konsterna för att slutligen bli mästare i guldarbete 1825. Vid konstakademiens utställning 1820 medverkade han med medaljförlagor i gips över Karl XIV Johan och vid utställningen 1822 visades ytterligare medaljförslag av kungen, drottningen och kronprins Oskar. Bland hans bevarade arbeten finns en skådepenning som avbildar den spanske ministern i Stockholm Pantaleon Moreno y Daoiz som han utförde 1821. Troselius kom aldrig att göra så många medaljer, fem stycken finns upptagna i litteraturen och samtidens dom var tämligen hård, i stort sett ansåg man att ingen av hans medaljer var lyckade. Under sin studietid vid akademien belönades han med den Meyerska medaljen 1821. Han arbetade huvudsakligen i silver och guld. Troselius är representerad vid bland annat Livrustkammaren i Stockholm.